# Jan Świdziński
Jan Świdziński, né le 25 mai 1923 à Bydgoszcz, et mort le 9 février 2014 à Varsovie, est un artiste contemporain polonais intermedia, créateur de l'art contextuel, performeur, critique d'art et philosophe.

## Biographie
Jan Świdziński effectue ses études après la guerre (pendant laquelle il avait suivi des cours d'architecture organisés clandestinement par l'École polytechnique de Varsovie) à l'Académie des beaux-arts de Varsovie, où il obtient son diplôme (Faculté de peinture) en 1952. Il travaille d'abord dans la peinture, la gravure, l'architecture et la danse. Il étudie la logique formelle et la structure de la langue. Il traite de la question de la communication et de l'information, de l'art comme pratique sociale (art comme stimulant d'une nouvelle réalité). À partir de 1974, il crée des installations et des performances.
En 1976, il publie le manifeste « L'art comme art contextuel » (Ed. Shillem Galeries S. Petri, Lund, Suède).
Il est l'auteur de livres publiés d'abord à l'étranger : « Art as Contextual Art » (« L'Art comme art contextuel ») (Lund, Suède 1976), « Art, Society and Self-consciousness » (« L'Art, la Société et la Conscience de soi ») (Calgary, Canada 1979), « Freedom and Limitation : The Anatomy of Postmodernism » (« La Liberté et la Limitation - L'Anatomie du post-modernisme ») (Calgary, Canada, 1987), « Quotations on Contextual Art »  (« Citations sur l'art contextuel ») (Eindhoven, Pays-Bas, 1988), « L'Art et son contexte » (Québec, Canada, 2005).
Il expose à la galerie De Appel, Amsterdam, au Malmö konstmuseum de Malmö, au Centro internationale multimedia de Salerne. Il a enseigné à l'École nationale supérieure des beaux-arts de Paris, à l'Université du Québec à Montréal, l'Université de New York, à l'École sociologique interrogative à Paris, à  l'Université de Calgary, et à l'Université de Vancouver.
Dans les pays francophones, il a participé notamment en 1992 aux Rencontres internationales de Poésie contemporaine à Tarascon, en 1990 au festival international de performance "Interaction" (en France)  et à la première Biennale d'Art Actuel: "À la manœuvre", Québec, en 1988 au festival "Espaces Affranchis" de la Fondation Danaé à Paris et au festival "Immedia Concerto", à Québec.
En tant qu'artiste, il participe à un grand nombre de festivals internationaux d'art de la performance à travers le monde. Dans les années 90, il organise en Pologne le Festival international d'art de la performance "Real Time - Story Telling" à Sopot (1991) et à Lublin (1993).
Depuis 2000, il est curateur et président d'honneur du Festival international de l'art en action « interactions / interakcje »  à Piotrków Trybunalski et au MOCAK de Cracovie.
En mai 2005, il est décoré de l'ordre Polonia Restituta pour sa contribution à la culture polonaise.